# Athous kobachidzei
Athous kobachidzei là một loài bọ cánh cứng trong họ Elateridae. Loài này được Dolin & Chantladze miêu tả khoa học năm 1982.